# Nachtwacht (Canvas)
Nachtwacht was een cultureel debatprogramma op Canvas, gepresenteerd door Jan Leyers.  Het programma werd voor het eerst uitgezonden in 2002, de eerste 3 seizoenen werden gemaakt door productiehuis Telesaurus. Na een afwezigheid van bijna 15 jaar keerde het programma in 2019 terug op Canvas met nieuwe afleveringen.

## Concept
In Nachtwacht komt elke week één centrale gast een radicale stelling verdedigen.  Daartegenover zitten een tegenstander, die het fundamenteel oneens is met de stelling en een kritische persoon die de argumenten van beide kanten op een wetenschappelijk ondersteunde manier bekijkt. Het debat wordt geleid door Jan Leyers.

## Afleveringen

### Seizoen 1
| Afl. | Uitzenddatum      | Titel                                                                               |
| ---- | ----------------- | ----------------------------------------------------------------------------------- |
| 1    | 7 september 2002  | Klonen mag niet                                                                     |
| 2    | 14 september 2002 | Kinderopvang                                                                        |
| 3    | 21 september 2002 | De populaire pers is een dam tegen extreem-rechts                                   |
| 4    | 28 september 2002 | Kunstenaars moeten proberen een breed publiek te bereiken                           |
| 5    | 5 oktober 2002    | Herman Brusselmans en Tom Lanoye                                                    |
| 6    | 12 oktober 2002   | kardinaal Danneels                                                                  |
| 7    | 19 oktober 2002   | Het huwelijk is een onmogelijke opdracht geworden                                   |
| 8    | 26 oktober 2002   | Hoe groter Europa wordt, hoe ondemocratischer                                       |
| 9    | 2 november 2002   | Schrijven is een zaak van leven of dood                                             |
| 10   | 9 november 2002   | Is een dialoog tussen de Islam en de westerse wereld mogelijk?                      |
| 11   | 14 november 2002  | Kunst moet de mensen choqueren                                                      |
| 12   | 23 november 2002  | Jongeren zijn niet meer onschuldig                                                  |
| 13   | 30 november 2002  | De globalisering vernietigt de cultuur                                              |
| 14   | 7 december 2002   | De media hebben de macht gegrepen                                                   |
| 15   | 14 december 2002  | Allochtone jongeren moeten zelf hun verantwoordelijkheid nemen                      |
| 16   | 21 december 2002  | Wie gevaarlijk leeft, moet er zelf maar voor opdraaien                              |
| 17   | 4 januari 2003    | Gelukkig zijn beslis je zelf                                                        |
| 18   | 11 januari 2003   | Als de kinderen het leuk vinden, is het goed                                        |
| 19   | 18 januari 2003   | Amerika wil de wereld overheersen                                                   |
| 20   | 25 januari 2003   | De apostel Paulus was een spion van Rome                                            |
| 21   | 1 februari 2003   | Alternatieve geneeskunde is een leugen                                              |
| 22   | 8 februari 2003   | Het onveiligheidsgevoel wordt opgeklopt en misbruikt                                |
| 23   | 15 februari 2003  | Muziek moet gratis zijn                                                             |
| 24   | 22 februari 2003  | Koning voetbal is ten dode opgeschreven                                             |
| 25   | 1 maart 2003      | Bouwen moet verboden worden                                                         |
| 26   | 8 maart 2003      | Het fundamentalisme dreigt het Arabische antwoord te worden op de Westerse agressie |
| 27   | 15 maart 2003     | Vrouwen zijn elkaars ergste vijand                                                  |
| 28   | 29 maart 2003     | De strijd tegen de mensenhandel is mislukt                                          |
| 29   | 5 april 2003      | Hoe Belgischer de kunst, hoe beter!                                                 |
| 30   | 12 april 2003     | Onze prinsen mogen geen normale mensen zijn                                         |
| 31   | 19 april 2003     | Alles is reclame geworden                                                           |
| 32   | 26 april 2003     | De pillenindustrie maakt ons ziek                                                   |
| 33   | 3 mei 2003        | Verkiezingen mogen geen tv-show zijn                                                |
| 34   | 10 mei 2003       | De aarde is onherstelbaar beschadidigd                                              |
| 35   | 17 mei 2003       | Weg met de oubollige cultuur                                                        |
| 36   | 24 mei 2003       | Europa moet een militaire grootmacht worden                                         |
| 37   | 31 mei 2003       | De genocidewet is een ethische plicht                                               |

### Seizoen 2
| Afl. | Uitzenddatum      | Titel                                                      |
| ---- | ----------------- | ---------------------------------------------------------- |
| 1    | 6 september 2003  | Onze democratie kan nog wat leren van de moslimdemocratie  |
| 2    | 13 september 2003 | Vlamingen en Walen zijn twee verschillende volkeren        |
| 3    | 20 september 2003 | Carette - Martens                                          |
| 4    | 27 september 2003 | Ziekenhuizen kunnen uw gezondheid schaden                  |
| 5    | 4 oktober 2003    | De waarheid van de Kerk is eeuwig en onveranderlijk        |
| 6    | 11 oktober 2003   | Ook wie niet wil werken, moet een uitkering krijgen        |
| 7    | 18 oktober 2003   | We moeten Israël boycotten                                 |
| 8    | 25 oktober 2003   | Cultuur moet je niet subsidiëren                           |
| 9    | 1 november 2003   | Het is maar televisie                                      |
| 10   | 8 november 2003   | Literatuur neemt zichzelf veel te serieus                  |
| 11   | 15 november 2003  | Wie autorijdt op drukke momenten, moet ervoor betalen      |
| 12   | 22 november 2003  | Kunst kan de mensen redden                                 |
| 13   | 29 november 2003  | Politici moeten geen heiligen zijn                         |
| 14   | 6 december 2003   | We laten onze arme landgenoten in de steek                 |
| 15   | 13 december 2003  | Ontwikkelingshulp helpt niet                               |
| 16   | 27 december 2003  | De mens kan niet zonder God                                |
| 17   | 3 januari 2004    | De Belgen moeten harder werken en minder verdienen         |
| 18   | 10 januari 2004   | Euthanasie is een recht voor iedereen                      |
| 19   | 17 januari 2004   | Homo- en lesbienne-koppels mogen geen kinderen adopteren   |
| 20   | 24 januari 2004   | Je dierbaarste bezit mag je verdedigen tegen criminelen    |
| 21   | 31 januari 2004   | De staat moeit zich te veel met ons privé-leven            |
| 22   | 7 februari 2004   | Onze politici hebben geen macht                            |
| 23   | 14 februari 2004  | De nieuwe man is een mythe                                 |
| 24   | 21 februari 2004  | Marc Dutroux was niet alleen                               |
| 25   | 28 februari 2004  | Het is verboden om rechts te zijn                          |
| 24   | 3 maart 2004      | Dutroux was niet alleen (herhaling)                        |
| 26   | 6 maart 2004      | Gezonde voeding bestaat niet meer                          |
| 27   | 13 maart 2004     | Irak was het begin van de Amerikaanse veroveringstocht     |
| 28   | 27 maart 2004     | De westerse beschaving is superieur                        |
| 29   | 3 april 2004      | Psychotherapie helpt niet                                  |
| 30   | 10 april 2004     | We lezen Hugo Claus verkeerd                               |
| 31   | 17 april 2004     | Het assisenproces is niet meer van deze tijd               |
| 32   | 24 april 2004     | Het leven is onbetaalbaar geworden                         |
| 33   | 1 mei 2004        | Europa is niet klaar voor de uitbreiding naar het Oosten   |
| 34   | 8 mei 2004        | Ouders moeten weer baas in huis worden                     |
| 35   | 22 mei 2004       | Het Jodendom graaft zijn eigen graf                        |
| 36   | 29 mei 2004       | Het katholicisme heeft te veel invloed op onze samenleving |

### Seizoen 3
| Afl. | Uitzenddatum      | Titel                                                     |
| ---- | ----------------- | --------------------------------------------------------- |
| 1    | 4 september 2004  | Zijn Belgische werknemers al veel te lang verwend?        |
| 2    | 11 september 2004 | Kinderen die niet perfect zijn worden massaal geaborteerd |
| 3    | 18 september 2004 | Al-Qaeda bestaat niet meer                                |
| 4    | 25 september 2004 | Niet iedereen is gelijk voor het gerecht                  |
| 5    | 2 oktober 2004    | Dieren mogen geen rechten hebben                          |
| 6    | 9 oktober 2004    | Turkije mag niet bij de EU                                |
| 7    | 16 oktober 2004   | Inburgering moet onze beschaving beschermen               |
| 8    | 23 oktober 2004   | We zijn allemaal oversekst                                |
| 9    | 30 oktober 2004   | Met Amerika komt het nooit meer goed                      |
| 10   | 6 november 2004   | Onze politici zijn bang van het volk                      |
| 11   | 13 november 2004  | De Vlaams Blok-kiezer heeft geen gelijk                   |
| 12   | 20 november 2004  | God is overbodig                                          |
| 13   | 27 november 2004  | De collaborateurs waren helemaal niet misleid             |
| 14   | 4 december 2004   | Ouders scheiden te snel                                   |
| 15   | 11 december 2004  | Gevangenisstraffen zijn zelden zinvol                     |
| 16   | 1 januari 2005    | Waar moet het naartoe met België in 2005                  |
| 17   | 8 januari 2005    | De mens moet zich genetisch kunnen verbeteren             |
| 18   | 15 januari 2005   | Alleen immigranten kunnen onze welvaart redden            |
| 19   | 22 januari 2005   | Mensen zijn geen kuddedieren                              |
| 20   | 29 januari 2005   | Auschwitz is niet uniek                                   |
| 21   | 5 februari 2005   | Onze monarchie is ondemocratisch                          |
| 22   | 12 februari 2005  | Het feminisme is een dictatuur                            |
| 23   | 19 februari 2005  | Ons klimaat kookt over                                    |
| 24   | 26 februari 2005  | Het Midden-Oosten moet zelf zijn problemen oplossen       |
| 25   | 5 maart 2005      | Nationalisme is gevaarlijk                                |
| 26   | 12 maart 2005     | De Congolezen moeten zelf hun verantwoordelijkheid nemen  |
| 27   | 26 maart 2005     | Discriminatie is een tijdbom                              |
| 28   | 2 april 2005      | De erfenis van Johannes Paulus II                         |
| 29   | 9 april 2005      | Onze topsporters zijn opgejaagd wild                      |
| 30   | 16 april 2005     | Jeugdcriminaliteit is géén probleem                       |
| 31   | 23 april 2005     | Eliteclubs omzeilen de democratie                         |
| 32   | 30 april 2005     | Stop de privé-geneeskunde                                 |
| 33   | 7 mei 2005        | Wie is de grootste van het land?                          |
| 34   | 14 mei 2005       | Onze welvaartsstaat wordt asociaal                        |
| 35   | 21 mei 2005       | De Kerk heeft het model voor de toekomst                  |

### Seizoen 4
| Afl. | Uitzenddatum     | Titel                                             |
| ---- | ---------------- | ------------------------------------------------- |
| 1    | 9 februari 2019  | Privacy is passé                                  |
| 2    | 16 februari 2019 | China bedreigt onze welvaart en onze waarden      |
| 3    | 23 februari 2019 | Een grotere rol voor religie?                     |
| 4    | 2 maart 2019     | De economie heruitvinden om het klimaat te redden |
| 5    | 9 maart 2019     | Ons onderwijs moet de lat veel hoger leggen       |
| 6    | 16 maart 2019    | Breek de witte wereld af                          |
| 7    | 23 maart 2019    | Laat de rijken betalen                            |
| 8    | 30 maart 2019    | De overheid levert geen waar voor haar geld       |
| 9    | 6 april 2019     | Stop met de mensen zich schuldig te laten voelen  |
| 10   | 13 april 2019    | We moeten alle drugs legaliseren                  |

### Seizoen 5
| Afl. | Uitzenddatum     | Titel                                |
| ---- | ---------------- | ------------------------------------ |
| 1    | 1 februari 2020  | We gaan verkeerd om met de Holocaust |
| 2    | 8 februari 2020  | Minder werken voor evenveel geld     |
| 3    | 15 februari 2020 | Schaf de gevangenissen af            |
| 4    | 22 februari 2020 | Is veganisme de toekomst?            |
| 5    | 29 februari 2020 | Moeten we de volksjury afschaffen?   |
| 6    | 7 maart 2020     | Euthanasie bij dementie moet kunnen  |
| 7    | 14 maart 2020    | De wereld na corona                  |
| 8    | 16 mei 2020      | Kan corona het klimaat redden?       |
| 9    | 23 mei 2020      | Politici zijn machteloze figuranten  |
| 10   | 30 mei 2020      | Kinderen krijgen is geen recht       |

## Trivia
- In de eerste 3 seizoenen werd de discussie af en toe onderbroken voor een grappig filmpje van Peter Van de Veire.
- Nachtwacht is een van de weinige programma's waar het studiopubliek een vergoeding krijgt voor het bijwonen van een opname.[4]